# Formicoxenus quebecensis
Formicoxenus quebecensis là một loài kiến thuộc họ Formicidae. Đây là loài đặc hữu của Canada.